# George Merloi
George Merloi (Bucarest, 15 ottobre 1999) è un calciatore rumeno, centrocampista del Voluntari.

## Caratteristiche tecniche
È un esterno destro.

## Carriera
Cresciuto nel settore giovanile della Steaua Bucarest, dal 2016 al 2019 ha militato nel Rennes, disputando 12 incontri con la seconda squadra in Championnat de France amateur 2. Il 2 settembre 2019 è stato acquistato dall'Acad. Clinceni, con cui ha debuttato nella prima divisione rumena.